# Matthew Ogens
Matthew Ogens ist ein US-amerikanischer Film- und Fernsehregisseur.

## Leben
Matt Ogens drehte zunächst eine Reihe von Fernsehserien. Seine erste Sports-Emmy-Nominierung erhielt er für eine Folge der Sportsendung Timeless. Der endgültige Durchbruch gelang ihm 2007 mit der Dokumentation Confessions of a Superhero über Menschen, die sich als Superhelden verkleiden und in Hollywood posieren, um Geld zu sammeln.
2014 folgte From Harlem with Love aus der Reihe ESPN 30 for 30 über die Harlem Globetrotters. 2016 veröffentlichte er die Dokumentation Meet the Hitlers für Showtime über Menschen, die den Namen Hitler tragen. Sein erster Spielfilm wurde 2018 Go North, ein Coming-of-Age-Thriller mit Patrick Schwarzenegger, Jacob Lofland, Sophie Kennedy Clark und James Bloor.
2021 erschien auf Netflix die Kurz-Dokumentation Hörbar über die American-Football-Mannschaft der Maryland School for the Deaf. Der Film wurde zur Oscarverleihung 2022 für einen Oscar in der Kategorie Bester Dokumentar-Kurzfilm nominiert.

## Filmografie (Auswahl)
- 2007: Confessions of a Superhero
- 2011: Fallen (Kurzfilm)
- 2014: ESPN 30 on 30: From Harlem with Love
- 2014: Meet the Hitlers
- 2014: Playing It Forward: Imagine Dragons
- 2015: AncestryDNA: Lederhosen
- 2015: Kid Yamaka (Kurzfilm)
- 2016: The Second Line: A Parade Against Violence
- 2017: Go North
- 2018: Home + Away
- 2021: Hörbar (Kurzfilm)